# 啮桑
啮桑，一说齧桑，在今江苏省沛县西南，是古代的一个地名。

## 沿革
周显王四十八年(前321年)，秦张仪与齐、楚两国国相在此相会，期间张仪成功说服两国与秦国联合。